# Saint-Mars-de-Locquenay
Saint-Mars-de-Locquenay is een plaats en voormalige gemeente in het Franse departement Sarthe in de regio Pays de la Loire en telt 432 inwoners (1999). De plaats maakt deel uit van het arrondissement Mamers.

## Geschiedenis
Saint-Mars-de-Locquenay is op 1 januari 2025 gefuseerd met de gemeente Volnay tot de gemeente Val-de-la-Hune.

## Geografie
De oppervlakte van Saint-Mars-de-Locquenay bedraagt 21,4 km², de bevolkingsdichtheid is 20,2 inwoners per km².

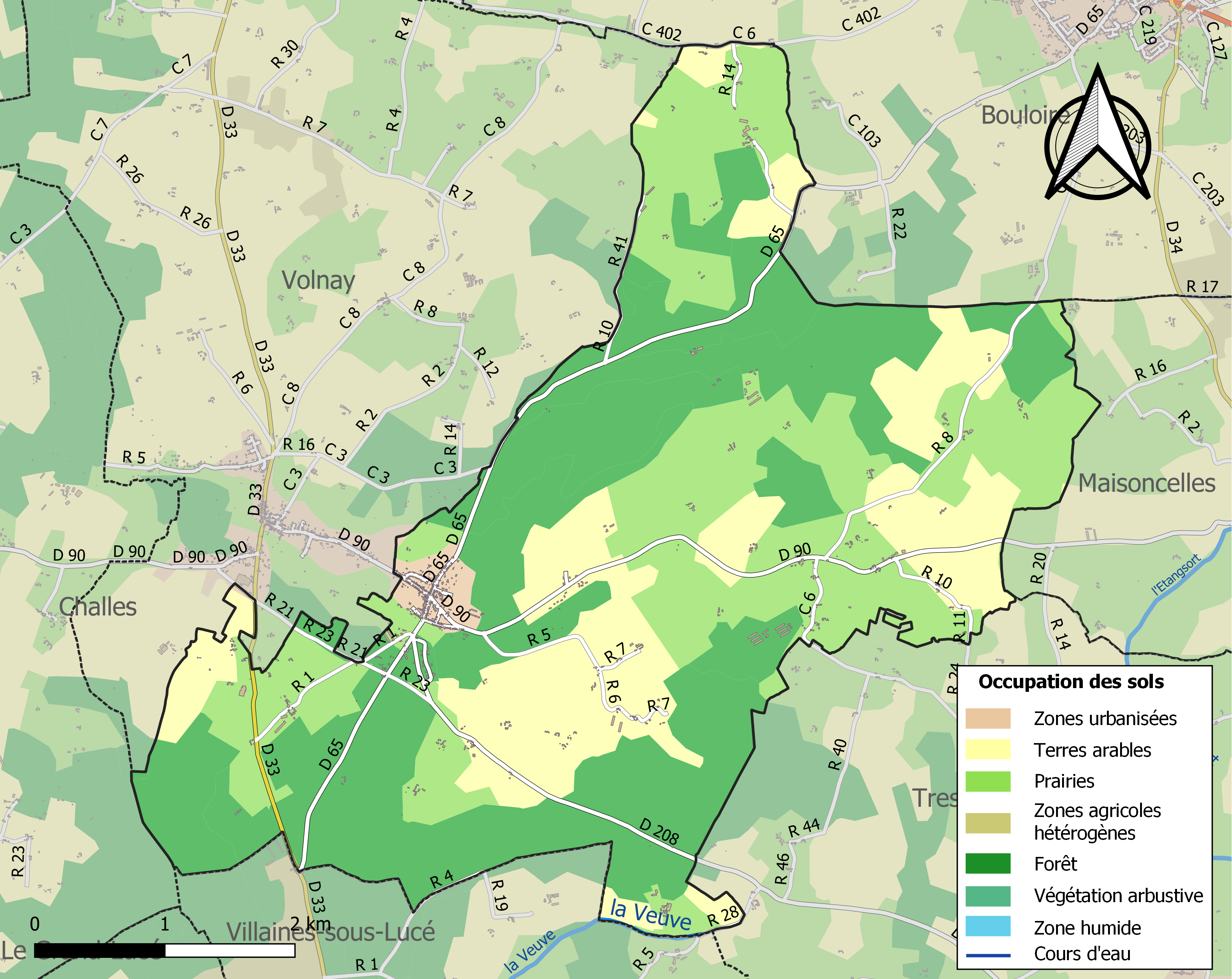
Kaart van de belangrijkste infrastructuur, bodemgebruik en omliggende gemeenten

## Demografie
Onderstaande figuur toont het verloop van het inwonertal.